# Polyxeni Loizia
Polyxeni Loizia, född 1855, död 1942, var en cypriotisk feminist. Hon betraktas som en av feminismens pionjärer på Cypern. 
Hon var utbildad i Konstantinopel och Smyrna och blev rektor på Limassol School for Girls, öns första skola för högre utbildning för kvinnor (grundad 1859). Hon var känd för sitt stöd för ökade möjligheter för utbildning för flickor: genom sitt författarskap förespråkade hon kvinnors rätt till utbildning, studier och yrkesarbete, startade en lärarutbildning för vuxna kvinnor, och sände flickor för att studera vidare i Grekland, där universitet hade öppnat för kvinnor.
Hon betraktas också som en av Cyperns tidigaste kvinnliga författare. 